# Uff-Kirchhof

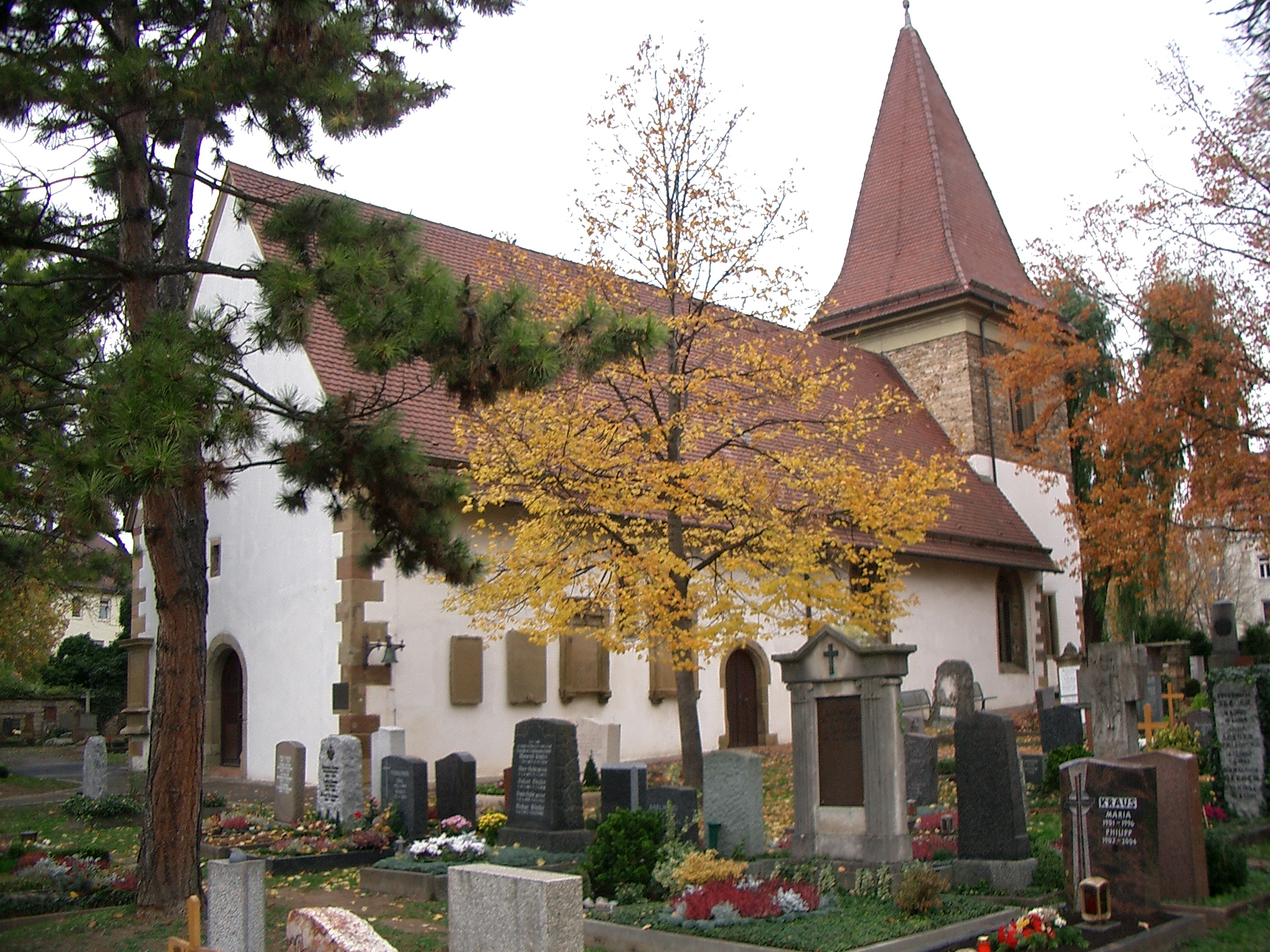
Uffkirche no Uff-Kirchhof

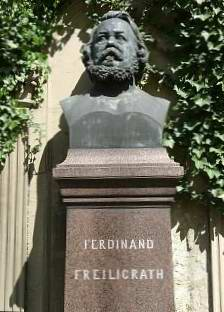
Monumento a Freiligrath

O Uff-Kirchhof em Stuttgart-Bad Cannstatt é um dos mais antigos cemitérios de Stuttgart. Foi estabelecido no século XIII ou IX no cruzamento de uma estrada romana e serve desde a Idade Média como cemitério da comunidade da Uffkirche.

## Sepultamentos
| → Legenda das colunas |                                                                     |
| Legende |                                                                     |
| \| # \| Número da seção onde está localizada a sepultura. \| \| P \| Sepultura de pessoa Proeminente. \| \| M \| Sepultura com obra de arte, ou Marcada por outro motivo particular. \| \| * \| Ano de nascimento. \| \| † \| Ano de morte. \| |                                                                     |
| # | Número da seção onde está localizada a sepultura.                   |
| P | Sepultura de pessoa Proeminente.                                    |
| M | Sepultura com obra de arte, ou Marcada por outro motivo particular. |
| * | Ano de nascimento.                                                  |
| † | Ano de morte.                                                       |

| Imagem | #  | P | M | Sepultura | *    | †    | Artista / Objeto                                                    |
| ------ | -- | - | - | --- | ---- | ---- | ------------------------------------------------------------------- |
|        |    |   | M | Karl Eberhard Bechstein, industrial.                                                                                | 1883 | 1951 | NN, monumento de pedra com grande cruz e adereço.                   |
|        | 12 | P |   | Karl Burckhardt, médico.                                                                                            | 1818 | 1888 |                                                                     |
|        | 11 | P |   | Gottlieb Daimler, engenheiro, construtor de automóveis e industrial.                                                | 1834 | 1900 |                                                                     |
|        |    | P |   | Adolf Daimler, filho de Gottlieb Daimler, diretor e coproprietário da Daimler-Motoren-Gesellschaft.                 | 1871 | 1913 |                                                                     |
|        |    | P | M | Hugo Denner, engenheiro eletricista, proprietário de uma oficina eletrotécnica.                                     | 1877 | 1949 | NN, obelisco.                                                       |
|        | 08 | P |   | Friedrich von Dillenius, diretor geral das ferrovias estatais de Württemberg.                                       | 1819 | 1884 |                                                                     |
|        |    | P |   | Frederick Robert Vere Douglas-Hamilton, engenheiro.                                                                 | 1843 | 1917 |                                                                     |
|        | 04 | P | M | Ferdinand Freiligrath, poeta e tradutor                                                                             | 1810 | 1876 | Adolf von Donndorf, busto de Ferdinand Freiligrath.                 |
|        |    | P | M | David Friedrich Fritz, arquiteto.                                                                                   | 1854 | 1923 | NN, sepultura com dois relevos em bronze.                           |
|        | 08 | P |   | Wilhelm Ganzhorn, juiz e poeta („Im schönsten Wiesengrunde“).                                                       | 1818 | 1880 |                                                                     |
|        | 13 |   | M | Otto Gerlach | 1874 | 1930 | NN, sepultura com o relevo de uma árvore.                           |
|        |    | P | M | Johann Ernst Gleißberg, decano e pároco em Bad Cannstatt.                                                           | 1793 | 1864 | NN, túmulo de arenito.                                              |
|        |    |   | M | Friedrich Haaga, joalheiro.                                                                                         | 1822 | 1901 | NN, sepultura com dois relevos em bronze.                           |
|        | 07 | P |   | Oscar Heiler, ator e comediante.                                                                                    | 1906 | 1995 |                                                                     |
|        | 04 | P |   | Jakob Heine, médico e descobridor da poliomielite.                                                                  | 1800 | 1879 |                                                                     |
|        |    |   | M | Adolf Hieber, diretor.                                                                                              | 1888 | 1943 | NN, relevo de armas em bronze.                                      |
|        |    | P |   | Ernst Kapff, pedagogo e arqueólogo.                                                                                 | 1863 | 1944 |                                                                     |
|        |    | P |   | Emil Kiemlen, escultor.                                                                                             | 1869 | 1956 |                                                                     |
|        | 13 | P |   | Heinrich Adolf Köstlin, teólogo evangélico.                                                                         | 1846 | 1907 |                                                                     |
|        | 13 | P |   | Therese Köstlin, poetisa religiosa.                                                                                 | 1877 | 1964 |                                                                     |
|        | 08 | P |   | Augustin Krämer, médico da marinha, antropólogo e etnólogo, de 1911–1915 primeiro diretor do Linden-Museum.         | 1865 | 1941 |                                                                     |
|        |    | P |   | Hermann Lang, automobilista.                                                                                        | 1909 | 1987 | NN, relevo de um carro de corrida.                                  |
|        |    |   | M | Richard Leuze. | 1852 | 1898 | NN, sepultura de destaque.                                          |
|        | 14 | P |   | Wilhelm Maybach, engenheiro e construtor de automóveis.                                                             | 1846 | 1929 |                                                                     |
|        |    | P | M | Virgil Mayer, fundou em 1857 a Farmácia Central Homeopática de Bad Cannstatt.                                       | 1834 | 1889 | NN, obelisco.                                                       |
|        |    | P |   | Ernst Alois von Meisrimmel, major-general de Württemberg.                                                           | 1786 | 1853 |                                                                     |
|        | 14 | P |   | Bernhard Molique, violinista e compositor.                                                                          | 1802 | 1869 |                                                                     |
|        |    | P |   | Hermann Pantlen, diretor do arquivo do exército.                                                                    | 1887 | 1968 |                                                                     |
|        | 13 |   | M | Robert Pfisterer.                                                                                                   | 1904 | 1987 | NN, sepultura com retratos em relevo de Johanna e Robert Pfisterer. |
|        |    | P |   | Otto Riethmüller, teólogo.                                                                                          | 1889 | 1938 |                                                                     |
|        | 14 | P |   | Heinrich Albert Schächterle, construtor.                                                                            | 1887 | 1917 |                                                                     |
|        |    |   | M | Wilhelm Schaff. | 1853 | 1915 | NN, relevo de armas em bronze.                                      |
|        |    |   | M | Johann Georg Schempp, Werkmeister.                                                                                  | 1813 | 1881 | NN, sepultura em arenito com adereço.                               |
|        |    |   | M | Gustav Schnürle. | 1861 | 1931 | NN, Hochrelief mit Kreuzigungsgruppe.                               |
|        |    | P |   | Adolf von Seubert, Militär- e Kunstschriftsteller.                                                                  | 1819 | 1880 |                                                                     |
|        |    | P | M | Wilhelm Speidel, doutor em engenharia.                                                                              | 1887 | 1956 | NN, relevo em pedra.                                                |
|        |    | P |   | Michael Streicher, fundador da firma M. Streicher.                                                                  | 1836 | 1890 |                                                                     |
|        |    | P | M | Erich Traub, médico veterinário.                                                                                    | 1906 | 1985 |                                                                     |
|        | 04 | P |   | Albert von Veiel, Arzt e Dermatologe, Gründer der ersten Hautklinik Deutschlands am Wilhelmsplatz in Bad Cannstatt. | 1806 | 1874 |                                                                     |
|        |    | P | M | Gustav Vischer, diretor da Daimler-Motoren-Gesellschaft (1892–1910), membro fundador da VDMI.                       | 1846 | 1920 | NN, relevo de armas em pedra.                                       |
|        | 04 | P |   | Ludwig Walesrode, jornalista.                                                                                       | 1810 | 1889 |                                                                     |
|        |    | P |   | Karl Weber, arquiteto.                                                                                              | 1865 | 1909 |                                                                     |
|        |    |   | M | Carl Friedrich Weisser, mestre relojoeiro.                                                                          | 1842 | 1899 | NN, monumento om adereço.                                           |